# Крестьянская свадьба (картина Брейгеля, 1568)
«Крестьянская свадьба» (нидерл. De boerenbruiloft; 1568) — картина Питера Брейгеля Старшего.

## Сюжет

### Урожай был хорош, невеста идёт под венец
Свадьба проходит на гумне крестьянского двора. В XVI веке больших столов не было даже в богатых домах, их делали на время праздника из досок. Крайний справа, одетый в чёрное мужчина, сидит на перевёрнутом кверху дном чане, остальные — на лавках из неоструганных досок. На единственном стуле со спинкой сидит старик, возможно, нотариус, приглашённый для заключения брачного договора.
На переднем плане два человека подают миски с кашей, в качестве подноса служит снятая с петель дверь. Тот, который слева, является самой большой фигурой на полотне. Брейгель также выделил его и в цветовой гамме. Вероятно, художник таким образом хотел стабилизировать сложную композицию полотна. На разносчике еды сходятся полудиагонали сидящих на передних рядах, а края его передника обозначают ось симметрии полотна. На шляпе у него, так же, как и на инструментах игроков на волынках, привязан пучок лент. Такие ленты обычно использовались в те времена для подвязки штанов, а наличие их на шляпе и инструментах указывало на принадлежность к определённой группе. Молодые люди в то время объединялись в клики по возрастному признаку для совместного времяпрепровождения.
В прошлом эксперты пытались интерпретировать полотно, придавая ему религиозный или аллегорический смысл. По одной версии на полотне представлен «Брак в Кане Галилейской», во время которого Иисус превратил воду в вино, таким образом позволяя вновь и вновь наполнять кувшины. По другой — на полотне изображена «Тайная вечеря». Ни одна из версий не была подтверждена, очевидно, что картина полна реалистических деталей, отражающих действительность XVI века. Карел ван Мандер писал, что Брейгель пользовался любой возможностью, чтобы побывать у крестьян, будь то свадьба или любой другой праздник.

### Амбар полон
Две связки колосьев висят на граблях, рукоятка которых глубоко воткнута в сложенную в амбаре пшеницу. Зрителю не сразу заметно, что фоном полотна служит необмолоченная пшеница.
Картина наполненного до краев амбара в XVI веке значила намного больше, чем в сегодняшнее время. Зерновые служили основой пищи и в виде каши и хлеба были неотъемлемой частью любого крестьянского стола. Брейгель показывал современникам, что люди, изображённые на полотне, не будут голодать следующие 12 месяцев. В те времена голод в Европе был обычным делом, урожайные годы чередовались с неурожайными. Историки установили, что в Нидерландах того времени количество собранного зерна могло колебаться до 80 %. Это приводило к резкому росту цен на зерно и, как следствие этого, — недоеданию, голоду, эпидемиям. Самыми низкими цены на зерно были сразу после сбора урожая.
Бо́льшую часть зерновых молотили в период с сентября по январь. В эти же месяцы обычно играли и свадьбы. Крестьянам в Нидерландах жилось в XVI веке лучше, чем их собратьям в других странах Европы. Они были свободны, крепостная зависимость была отменена, господство испанских Габсбургов было терпимым. Только в 1567 году Филипп II послал герцога Альбу, чтобы выбить более высокие налоги и истребить протестантских еретиков. Последние годы жизни Брейгеля были одновременно и последними годами эпохи процветания. За ними последовали годы войны за независимость Нидерландов, годы лишений и страданий.

### Ложка в шляпе — признак бедности
Ложка в шляпе у разносчика еды указывает на то, что он беден. После отмены крепостного права количество безземельных крестьян существенно выросло. Они стали сезонными рабочими, помогавшими при сборе урожая, жатве или, как на полотне, работали в качестве прислуги на праздниках. Как правило, жили они в хижинах, семьи не имели, поскольку на её содержание у них не было средств. Они постоянно кочевали с места на место в поисках работы. Поэтому ложка в шляпе и сума через плечо, ремень которой виден на полотне. Круглая ложка сделана из дерева. Овальные появились позже. Универсальным инструментом в ту пору был нож. Даже у ребёнка, изображённого на переднем плане, есть нож, висящий на поясе.
Господин в чёрном костюме, вероятно, хозяин двора. Он дворянин, либо богатый горожанин, что сложно определить точнее, так как привилегии дворянина носить на боку меч в то время уже не придерживались. Он разговаривает с монахом. В то время эти два сословия были тесно связаны друг с другом. Обычно младшие дети дворян становились священнослужителями, соответственно церковь получала многочисленные земельные наделы и денежные пожертвования.
В отличие от невесты, жених на полотне не обозначен столь явно. Вероятно, это человек, наполняющий кувшины, место которого свободно в торце стола. Он сидит между двумя мужчинами, а невеста между двумя женщинами. По обычаю, устраивали ещё и свадебный обед, на который жениха не звали вовсе, так как день свадьбы считался днём невесты.

### Невеста и пальцем не шевельнет
Место, на котором сидит невеста, выделено зелёным сукном и висящим над нею венцом. Невеста производит странное впечатление: полузакрытые глаза, полностью неподвижна, со сцепленными руками. По обычаю, невесте в день свадьбы не положено было что-либо делать. В крестьянской жизни, полной ежедневной изнуряющей работы, ей разрешалось один день побездельничать. «Он пришёл с невестой» (нем.  Er ist mit der Braut gekommen) — говорилось о том, кто отлынивал от работы. Только ещё один человек справа на полотне изображён со сцепленными руками, скорее всего, горожанин или дворянин. Он тоже принадлежит к тем, кто добывает свой хлеб не физическим трудом.
Невеста изображена на полотне единственной из женщин с непокрытой головой. В последний раз показывает она на людях роскошь своих волос. После замужества она, как и все замужние женщины, будет покрывать голову платком. На голове у неё обруч, так называемый свадебный венок. Его цена была точно определена, так же, как и сколько гостей должно быть приглашено, сколько блюд должны подавать к столу и сколько должны стоить подарки невесте.
Перед обедом должна была состояться свадебная церемония. Для Мартина Лютера это был чисто мирской обряд, при котором мог присутствовать священник, что было, однако, не обязательно.

## История полотна
Это полотно было приобретено герцогом Эрнстом в 1594 году в Брюсселе и потом перекочевало в Прагу в знаменитую коллекцию Рудольфа II.